# محمدعزیزخان
محمد عزیز (۱۸۷۷ – ۶ جون ۱۹۳۳)(۱۲۵۶ تا ۱۶ جوزای ۱۳۱۲) مشهور به محمدعزیزخان، عضو خانواده سلطنتی افغانستان؛ برادر ناتنی محمدنادرشاه، پدر محمدداود و عموی محمدظاهرشاه بود. او به‌عنوان وزیر امور خارجه امارت افغانستان و سپس به‌عنوان سفیر پادشاهی افغانستان در آلمان نازی خدمت کرد و در برلین از سوی مهاجم افغانستانی ترور شد.
محمد عزیز پس از به قدرت رسیدن محمدنادرشاه در پی جنگ داخلی افغانستان، به همراه برادران دیگرش مانند محمدهاشم و محمود به سفارت منصوب شدند. همه آن‌ها در ازای حمایت‌های مستمرشان در دوران تبعید در اروپا و هم‌چنین پس از بازگشت به افغانستان، پست‌های مهم و بلندپایه‌ای دریافت کردند.

## ترور
در طول مأموریتش در برلین، عزیز توسط سیدکمال (متولد ۱۸ سپتامبر ۱۹۰۰)، یک دانشجوی افغان در دانشگاه صنعتی برلین، روی پله‌های سفارت افغانستان ترور شد. قاتل به گشتاپو گفت که از همکاری رژیم نادرشاه با بریتانیا ناراضی بوده است. ۵ ماه بعد، برادرش محمدنادرشاه نیز ترور شد.(۱۷ عقرب ۱۳۱۲) 
قاتل در سال ۱۹۳۴ توسط دولت آلمان محاکمه و به اعدام محکوم شد، اما پس از ناموفق بودن درخواست استرداد او توسط دولت افغانستان، سرانجام در سال ۱۹۳۵ (۱۳۱۴) اعدام شد. 